# Sol LeWitt
Solomon « Sol » LeWitt, né le 9 septembre 1928 à Hartford dans le Connecticut aux États-Unis d'Amérique, mort le 8 avril 2007 à New York, est un artiste américain minimaliste et conceptuel.
LeWitt s'est fait connaître à la fin des années 1960 grâce à ses dessins muraux et ses « structures » (terme qu'il préférait à celui de « sculptures »), mais il a également été prolifique dans une grande variété de médias, dont le dessin, la gravure, la photographie, la peinture, l'installation et les livres d'artiste. Depuis 1965, il a fait l'objet de centaines d'expositions personnelles dans des musées et galeries du monde entier.

## Biographie
Après avoir étudié à l'Université de Syracuse, école des beaux-arts de  l'État de New York et à la Cartoonists and Illustrators School, il voyage en Europe où il se familiarise avec les maîtres de la peinture avant de servir dans l'armée américaine pendant la guerre de Corée. Plus tard, il travaillera comme graphiste dans le cabinet de l'architecte Pei. Travailler pour Ming Pei lui permet de mettre en forme ses idées artistiques, notamment en ce qui concerne la précision géométrique. De plus, sa collaboration avec des architectes modifie son appréciation de l'art et lui fait réaliser que les artistes, notamment les architectes, ont parfois besoin de l'aide d'autrui.
Dans les années 1950, il s'installe à New York et travaille comme graphiste pour le journal pour jeunes filles, Seventeen. En 1960, il est recruté en tant que réceptionniste par le Museum of Modern Art (MoMA), où il rencontrera les différents artistes comme Robert Ryman, Dan Flavin et Robert Mangold, ainsi que la critique d'art Lucy R. Lippard.
Dès lors, inspiré et rattaché à l'art minimal américain, il s'en détachera pour développer une pratique artistique plus conceptuelle.
Dans les années 1970, il participe au NSCAD Lithography Workshop. Il travaille notamment sur un projet dans lequel il propose dix estampes qui seraient exécutées par les étudiants et le maître-imprimeur de l'atelier ; il envoie ainsi par courrier des instructions écrites qui sont ensuite interprétées par les étudiants.
Il aura sa première rétrospective en 1978–1979 au Museum of Modern Art, New York.

## Œuvres
Bien que le dessin occupe une place très importante dans son travail comme pour ces Wall drawings, il est habituellement considéré comme un sculpteur. Sol LeWitt est célèbre pour ses Structures (terme qu'il utilise pour décrire ses sculptures) fondées sur un élément géométrique basique, comme le cube ou le carré, établi en réseau. 

### Sculptures
De 1963 à 1965 il fait des objets singuliers en contreplaqué teintés d'une laque monochrome qu'il pose au sol, sans socle et met en valeur un rapport de plein / vide, en relation directe avec le lieu d'installation. En 1965, ses créations évoluent dans leur procédé de fabrication par l'utilisation de l'aluminium ou de l'acier laqué d'un blanc pur. Sol LeWitt établit via son processus de création un réseau de volumes en série pour lesquels il met en scène les potentiels de combinaisons. Ses combinaisons telles que : "Progression, permutation ou inversion" identifiées par G.Mollet-Vieville, permettent à l'artiste de s'approprier la notion de logique rationnelle. La "Structure" peut exister de manière autonome comme elle peut être saisie combinée avec les autres “structures” installées.
Pour illustrer cette démarche quelques œuvres majeures :
- Serial project NO, 1 (ABCD), 1966, Laque sur aluminium, 51x414x414cm, Museum of Modern Art (MOMA), New York ;
- Structure, 1973, installation au CAPC Musée d'art contemporain, Bordeaux ;
- Incomplete Open Cube, 1973, aluminium émaillé, 105 x 105 x 105 cm, Musée d'art de Toulon ;
- 6 Incomplete Open Cubes, 1974, émail sur aluminium, 105x105x105cm chaque, Collection A.A. Herbert, Gent ;
- Lambris[4] pour le Centre hospitalier universitaire de Liège, sérigraphie sur panneaux d'acier émaillé vitrifié, chaque panneau : h. 103, l. 200 cm, 1978-1985, collection du Musée d'art contemporain en plein air du Sart Tilman (Université de Liège).

Sol LeWitt avec ses structures redéfinit notre rapport à la sculpture, génère un nouveau rapport au domaine visuel par une nouvelle forme de perception spatiale et mentale de l'œuvre. Il expliquera lui-même dans son manifeste "Paragraphs on Conceptual Art" (1967) :  « Lorsqu'un artiste recourt à une méthode modulaire multiple, il choisit habituellement une forme simple et disponible. La forme, elle-même, a une importance très réduite : elle devient la grammaire de l'œuvre dans son entité. En fait, le mieux est que l'unité de base soit parfaitement inintéressante, de la sorte elle deviendra plus facilement partie intrinsèque de l'œuvre entière. Choisir des formes de base complexes ne peut que nuire à l'unité de l'ensemble. Recourir à la répétition d'une forme simple, c'est réduire le champ d'intervention et mettre l'accent sur la disposition de la forme. L'arrangement devient la fin et la forme devient le moyen. »

### Wall drawings
En 1968, LeWitt crée son premier dessin mural (Wall drawing), à la Paula Cooper Gallery. Sol LeWitt dira : « Je désirais créer une œuvre d'art qui soit aussi bidimensionnelle que possible : il paraît plus naturel de travailler à même le mur plutôt que de prendre un accessoire, de le travailler, puis de l'accrocher au mur. »
Sa démarche conceptuelle étant plus importante que l'œuvre créée, il mettra en place un système de certificats d'authenticité accompagnés d'un diagramme permettant à des assistants, collègues artistes, collectionneurs ou employés de musées d'exécuter eux-mêmes les œuvres murales. Il s'explique en disant:
« Une fois que l'idée de l'œuvre est définie dans l'esprit de l'artiste et la forme finale décidée, les choses doivent suivre leur cours. Il peut y avoir des conséquences que l'artiste ne peut imaginer. Ce sont des idées qui sont à considérer comme des travaux d'art qui peuvent en entraîner d'autres… » (in « Sentences on Conceptual Art », Art-language, vol.1 n°1, mai 1969).
Ainsi l'idée de l'œuvre prime sur le résultat. Les Wall drawings réalisés par des exécutants préservent leur autonomie par la fidélité d’exécution de l'œuvre liée aux directives mises en place par l'artiste.
« Le Wall drawing est une installation permanente même détruite. Quand quelque chose est fait (dans l'esprit) il ne peut être défait » écrit l'artiste dans « Sentences ». Il a aussi fait des œuvres à l'encre de Chine.
Quelques œuvres :
- Walldrawing #2, œuvre murale, crayon noir, première réalisation : Tony Day, Guy Dill, Jim Ganzer, Michael Maglich, Jerry Kamitaki, Sol LeWitt. Première installation : Ace Gallery, Los Angeles, créé en novembre 1968, exposé de nouveau en 2012 rétrospective au centre Pompidou de Metz ;
- Walldrawing #340A, œuvre murale, pastel noir, première réalisation : Brian Coeman, Shawn Perry. Première installation : Addison Gallery of American Art, Philips Academy, Andover, Massachusetts, créé en avril 1993, exposé de nouveau en 2012 rétrospective au centre Pompidou de Metz ;
- Walldrawing #414, œuvre murale, lavis d'encre de Chine, première réalisation : David Higginbotham, Jo Watanabe. Première installation : Moderne Museet, Stockholm, créé en mars 1984, exposé de nouveau en 2012 rétrospective au centre Pompidou de Metz ;
- Walldrawing #649, œuvre murale dans le cadre du 1% artistique de la réhabilitation de la Ferme du Buisson à Noisiel en janvier 1991[6]. Il s'agit de la première œuvre murale pérenne de l'artiste en France[7]. Elle a été restaurée en 2011[6].
- Walldrawing #879 Loopy Doopy, œuvre murale, peinture acrylique, première réalisation : Elizabeth Alderman, Sachiko Cho, Edy Ferguson, Anders Felix, Paux Hedberg, Choichi Nishikawa, Jim Prez, Emily Ripley, Mio Takashima. Première installation : Pace Wildenstein, New York, créé en septembre 1998, exposé de nouveau en 2012 rétrospective au centre Pompidou de Metz ;
- Walldrawing #801: Spiral, peinture murale dans la coupole du musée des Bons-Enfants à Maastricht, créé en 1996, exposé de nouveau en 2005 et en 2011-2013 ;
- LINES & FORMES (sic), Livre d'artiste (album de douze planches en noir et blanc), édité par Yvon Lambert, Paris 1989,  (ISBN 2900982065) ;
- Walldrawing #711[8], peintures murales de la Rotonde du musée de Picardie à Amiens, en 1992.

Lors de la biennale de Lyon de 2000, il réalise en duo avec l'artiste sud-africaine Esther Mahlangu une œuvre commune de 10 mètres de longueur sur 4 mètres de hauteur.

### Écrits
L'artiste définit les principes de sa pratique dans de nombreux écrits dont, en français :
- Alinéas sur l'art conceptuel, 1967, traduit de Paragraphs on Conceptual Art – considéré comme le premier manifeste de l'art conceptuel. LeWitt précise dans ses « alinéas », que la conception idéelle d'une œuvre est au moins équivalente à sa réalisation, et que l'idée qui sous-tend l'œuvre ne doit pas nécessairement être logique ni complexe pour néanmoins servir de point de départ solide à un travail[10].
Sol LeWitt affirmera : « L'apparence d'une œuvre reste secondaire. »
- Phrases sur l'art conceptuel, 1969 traduit de Sentences

## Expositions

### Expositions individuelles
- 2012 : Sol LeWitt colors, M-Museum de Leuven, Louvain, Belgique
- 2012  à 2013 : Sol LeWitt - Dessins muraux de 1968 à 2007, centre Pompidou-Metz Première grande rétrospective de Wall Drawings après sa mort en 2007. Un choix de 33 Wall Drawings exclusivement en noir et blanc dans un même espace.
- 2008 à 2033 : Sol LeWitt: A Wall Drawing Retrospective, Massachusetts Museum of Contemporary Art MASS MoCA, North Adams, Massachusetts
- 2006 à aujourd'hui : Sol LeWitt Drawings Series, Dia: Beacon, New-York
- 2000 à 2001 : Sol LeWitt: A Retrospective, San Francisco Museum of Modern Art
- 1989 : Wall Drawings 1984-1989 Kunsthalle Bern
- 1978 à 1979 : Sol LeWitt, MOMA, New-York
- 1975 : Prints, Stedelijk Museum
- 1970 : Sol LeWitt, 1re rétrospective au musée municipal de La Haye, La Haye

### Expositions collectives
- 2015 : Archi-Sculpture, Fondation Villa Datris, L'Isle-sur-la-Sorgue[11]
- 2013 : Sol Lewitt Collectionneur, Centre Pompidou-Metz
- 2011 : On Line: Drawing Though the Twentieth Century, MOMA, New York
- 2009 : In and Out of Amsterdam, MOMA, New York
- 2007 : Le Mouvement des images, Centre Pompidou, Musée national d'art moderne, Paris
- 2004 : Singular Forms (Sometimes Repeated); Art from 1951 to the Present, Solomon R. Guggenheim Museum, New York
- 1999 à 2000 : Global Conceptualism: Points of Origin, 1950s-1980s, The Queens Museum of Art, Queens ; MIT List Visual Arts Center, Cambridge, Massachusetts
- 1995 : 1965-1975 : Reconsidering the Object of Art, The Museum of Contemporary Art, Los Angeles
- 1983 : « Best Of »[12], Le Consortium, Dijon
- 1982 : Murs, Centre Pompidou, Musée national d'art moderne, Paris
- 1981 : Mise en pièces/Mise en place/Mise au point, maison de la Culture, Chalon-sur-Saône, et Le Coin du Miroir, Dijon
- 1979 : Whitney Biennial (puis en 1987)
- 1978 : De quelques lignes[13], Le Consortium, Dijon
- 1976 : Biennale de Venise (puis en 1980, 1988 et 1997)
- 1971 : Guggenheim International Exhibition, New York
- 1968 : documenta 4, Cassel (participation également en 1972, 1977 et 1982)